# Эликон-автофокус
Элико́н-автофо́кус — первый советский малоформатный фотоаппарат с автоматической фокусировкой из семейства унифицированных фотоаппаратов со встроенными фотовспышками (БелОМО).
Образцом для конструирования послужил японский фотоаппарат Konica C35 AF, выпускавшийся с 1977 года.
К этому семейству относятся шкальные фотоаппараты «Эликон-3», «Эликон-4», «Эликон-35С», имеющие некоторые конструктивные отличия (тип объектива, способ установки экспозиции).
На камерах «Эликон» впервые в СССР применена встроенная фотовспышка.

## Технические характеристики
- Применяемый фотоматериал — 35-мм перфорированная фотоплёнка типа 135 в стандартных кассетах.
- Размер кадра — 24×36 мм.
- Объектив «Индустар-95» 2,8/38, несменный, резьба под светофильтр М46×0,75. Фокусировка автоматическая в пассивном режиме. Пределы автоматической фокусировки от 1,1 м до бесконечности.
- Курковый взвод затвора и перемотки плёнки. Курок имеет два положения — транспортное и рабочее.
- Имеется блокировка спусковой кнопки при хранении и переноске.
- Видоискатель оптический, с подсвеченными рамками для указания границ кадра и компенсации параллакса.
- Затвор-диафрагма центральный с электронным управлением.
- Встроенная фотовспышка, включение фотовспышки при выдвижении её в рабочее положение. Крепление для внешней фотовспышки и синхроконтакт отсутствует.
- Корпус пластмассовый с откидной задней стенкой. Счётчик кадров самосбрасывающийся.
- Обратная перемотка плёнки типа рулетка.

## Принцип работы аппарата
- Источник питания фотоаппарата — два элемента АА (элемент 316).
- Установка светочувствительности фотоплёнки кольцом, расположенным на передней поверхности оправы объектива.
- Фотоаппарат «Эликон-автофокус» — программный автомат. Экспонометрическое устройство с сернисто-кадмиевым (CdS) фоторезистором. Экспокоррекция возможна только изменением значения светочувствительности фотоплёнки. При применении светофильтров автоматически вносятся поправки на их плотность.
- В автоматическом режиме затвор отрабатывает бесступенчато выдержку от 1/8 сек. (при диафрагме 2.8) до 1/500 сек. при (диафрагме 16). Изменить сочетание выдержка-диафрагма невозможно.
- При выдвижении фотовспышки происходит её автоматическое включение. Диафрагма объектива устанавливается в зависимости от светочувствительности фотоплёнки и расстояния до объекта съёмки (при автофокусировке изменяется диафрагма объектива).
- Выдержка синхронизации — 1/125 сек. Выдержка «В» отсутствует.
- В поле зрения видоискателя расположены светодиоды контроля экспонометрического устройства и расположенная рядом с окуляром неоновая лампа готовности фотовспышки.

### Автофокусировка
В фотоаппарате использована система пассивного автофокуса «Визитроник» (англ. Visitronic), основанная на сравнении света, прошедшего через два светоприёмника, расположенных на передней стенке.
В центре поля зрения видоискателя находится ограничительная рамка, по которой производится наводка на резкость. После нажатия на кнопку спуска происходит автофокусировка (подтверждаемая светодиодной индикацией), после чего, не отпуская спусковую кнопку, можно проводить кадрирование и съёмку. В поле зрения видоискателя отображается расстояние до объекта фокусировки (в виде символа).